# Kristijan Ljubanović
Kristijan Ljubanović (* 13. November 1978 in Karlovac, Jugoslawien) ist ein ehemaliger kroatischer Handballspieler. Seine Körperlänge beträgt 2,00 m. Ljubanović wurde in der Regel als Kreisläufer eingesetzt.
Kristijan Ljubanović begann in seiner Heimatstadt mit dem Handballspiel. Hier debütierte er auch in der ersten kroatischen Liga. 2001 ging er für ein Jahr zum RK Zamet Rijeka; 2002 wechselte er erstmals ins Ausland, nämlich zu A1 Bregenz nach Österreich. Dort gewann er 2004 und 2005 die österreichische Meisterschaft sowie 2003 den österreichischen Pokal. 2005 nun zog er weiter zum Wilhelmshavener HV in die deutsche Handball-Bundesliga. Mit den Nordseestädtern schaffte er zweimal den Klassenerhalt; den Abstieg 2008 konnte er jedoch nicht verhindern. Nach dem Abstieg ging er für ein Jahr nach Slowenien zu RK Koper, bevor er dann 2009 zu Frisch Auf Göppingen wechselte. Dort wurde sein Vertrag allerdings schon im November 2009 wieder aufgelöst. Über RD Riko Ribnica in Slowenien kam er in die Schweiz zum GC Amicitia Zürich und später zum TSV St. Otmar St. Gallen.